# Sobrado dos Ferraz
O Sobrado dos Ferraz é a sede da prefeitura municipal de Oeiras (PI) e foi o primeiro sobrado construído na cidade. Foi tombado pelo Fundação Cultural do Piauí (FUNDAC) em 1980.

## Histórico
Foi construído pelo governador Carlos César Burlamarqui em 1810 para ser a Casa de Câmara e Cadeia, com a parte de cima sendo de uso dos parlamentares e na parte de baixo ficavam os presos.
Quando a capital foi transferida para Teresina, a propriedade foi vendido para o Coronel João Batista Ferraz, que o adaptou para ser sua residência. Na década de 1950, o local foi adquirido pelo Padre Balduíno Barbosa, responsável por construiu o sótão com telha em água furtada. Na década de 60 foram abertos os arcos do pavimento superior. Atualmente, o sobrado é a sede da prefeitura municipal de Oeiras e também abriga o Círculo Operário de Oeiras.